# Dekanat nowodworski
Dekanat nowodworski – dekanat diecezji warszawsko-praskiej wchodzącej w skład metropolii warszawskiej. Od 25.11.2021 Dziekanem dekanatu nowodworskiego jest ks. Andrzej Kwiatkowski, proboszcz parafii św. Michała Archanioła w Nowym Dworze Mazowieckim. Wicedziekanem dekanatu jest od 12.12.2022 ks. Dariusz Bala, proboszcz parafii Świętych Apostołów Piotra i Pawła w Nowym Dworze Mazowieckim. 

## Parafie
| Lp | Miejscowość / parafia                                  | Proboszcz / administrator | Zdjęcie |
| -- | ------------------------------------------------------ | ------------------------- | ------- |
| 1  | Janówek Pierwszy św. Bartłomieja                       | ks. Fabian Powała         |         |
| 2  | Nowy Dwór Mazowiecki Świętych Apostołów Piotra i Pawła | ks. Dariusz Bala          |         |
| 3  | Nowy Dwór Mazowiecki św. Michała Archanioła            | ks. Andrzej Kwiatkowski   |         |
| 4  | Rajszew św. Andrzeja Boboli                            | ks. Marek Zdanowicz       |         |
| 5  | Skrzeszew św. Jana Marii Vianneya                      | ks. Piotr Jędrzejewski    |         |